# Суворово
Суворово (буг. Суворово) град је у Републици Бугарској, у источном делу земље, седиште истоимене општине Суворово у оквиру Варненске области.

## Географија
Положај: Суворово се налази у источном делу Бугарске. Од престонице Софије град је удаљен 420 km источно, а од обласног средишта, Варне град је удаљен 40 km западно.
Рељеф: Област Суворова се налази недалеко од Црног мора, у подручју приобалног побрђа, познатог као Лудогорје. Град је смештен у омањој долини, на приближно 250 m надморске висине.
Клима: Клима у Суворову је континентална.
Воде: Суворово се налази у подручју са више мањих водотока.

## Историја
Област Суворова је првобитно било насељено Трачанима, а после њих овом облашћу владају стари Рим и Византија. Јужни Словени ово подручје насељавају у 7. веку. Од 9. века до 1388. године област је била у саставу средњовековне Бугарске. Тада се насеље са тврђавом називало Овеч.
Крајем 14. века област Суворова је пала под власт Османлија, који владају облашћу 5 векова.
Године 1878. град је постао део савремене бугарске државе. Насеље постоје убрзо средиште окупљања за села у околини, са више јавних установа и трговиштем.

## Становништво
По проценама из 2010. године Суворово је имало око 5.100 становника. Већина градског становништва су етнички Бугари. Остатак су махом Роми. Последњих деценија град има пад становништва, везан за неповољан положај у залеђу главних развојних токова у земљи.
Претежан вероисповест месног становништва је православље, а мањинска ислам.